# Joseph Bracops
Joseph Bracops (Bruxelles-ville, 30 mai 1900 - Anderlecht, 30 mai 1966) est une personnalité politique belge. Bracops est conseiller communal (1946-1966) et bourgmestre d'Anderlecht (1947-1966) et député (1946-1966) pour le PSB. Il est un grand défenseur de l'enseignement officiel dans les années 1950. Il a donné à Anderlecht, les impulsions nécessaires pour transformer la commune, industrielle, résidentielle et rurale, et lui donner une modernité qu’elle n’avait pas.  Ami des arts et des artistes, il a aussi été un résistant de la première heure, déporté durant trois ans.

## Biographie
Fils de Charles Bracops, fondeur en métaux précieux, il est né à Bruxelles le 30 mai 1900. Il est l’époux de Carmen Waucquez née à Tournai en 1913, et qui l’accompagnera dans tous ses combats et dans sa vie de militant. Elle a notamment présidé les Femmes prévoyantes socialistes durant de nombreuses années. Ils ont eu une fille.
Premier de sa promotion à l’École normale Charles Buls, il est instituteur primaire à Anderlecht de 1920 à la Seconde Guerre mondiale.
Grand défenseur de l’école officielle, doté de fortes convictions laïques et démocratiques, il fonde en 1934 le « Centre Permanent de Défense de l’École publique » (CPDE). Par ailleurs militant syndical très actif, il dirige la Centrale du personnel enseignant socialiste et collabore au bulletin syndical L’Étincelle dont il devient le rédacteur en chef. Il est également au début des années 1920 l’un des fondateurs du Parti Communiste Belge mais s’en détache après une visite en URSS au moment de l’ascension de Staline, qui l’amènera à faire la critique du régime communiste (« Les 21 questions de Joseph Bracops »).
De 1932 à 1945, il est secrétaire général de l’« Internationale de l’Enseignement », professeur à la Centrale d’Éducation ouvrière et membre du bureau national du P.O.B.
Lorsque la guerre éclate, toujours instituteur, il devient membre du Bureau national du Parti Socialiste clandestin et cofondateur de la caisse clandestine de solidarité pour les victimes de la répression nazie. Il est cependant rapidement surveillé par la Gestapo qui l’arrête une première fois en mars 1941 et perquisitionne son logement, dont il avait heureusement pu évacuer les archives du Secrétariat professionnel international de l’enseignement qu’il avait en charge. Il est alors relâché avec un avertissement. Arrêté une nouvelle fois le 18 novembre 1942, un long calvaire le mène de Saint-Gilles à Breendonk où il est déporté 6 mois, puis à Buchenwald (6 mois), Majdanek (6 mois), Auschwitz (6 mois) et enfin Mauthausen, Melk et Ebensee (un peu plus de 6 mois). Il est libéré le 6 mai 1945 par les forces américaines et revient en Belgique le 25 mai 1945.
Il reprend aussitôt l’action syndicale et, avec d’autres, fonde la CGSP dont il fut le premier président. Il fait cependant rapidement le choix d’une carrière politique plutôt que syndicale et est élu député de Bruxelles aux élections législatives de février 1946. À peine son élection actée, il intervient à la Chambre des représentants pour mettre en lumière le sort injuste fait à l’enseignement officiel. Les deux thèmes favoris de son activité parlementaire seront d’ailleurs l’enseignement et l’autonomie communale.
Auréolé de son prestige de résistant, il est choisi par les socialistes pour les mener au combat électoral et est élu conseiller communal  aux élections de novembre 1946. Il prête ensuite serment en tant que bourgmestre le 20 janvier 1947, succédant ainsi à Marius Renard revenu malade de captivité. Sous l’impulsion de Joseph Bracops, les socialistes anderlechtois vont alors connaître près de 20 années de succès, allant jusqu’à totaliser 64.6 % des voix lors des élections de 1958, ce qui constitue la plus grande victoire de l’histoire du socialisme à Anderlecht sur les libéraux-cléricaux. Joseph Bracops connaîtra ainsi quatre succès électoraux d’affilée (1946, 1952, 1958 et 1964), en étant chaque fois élu avec des dizaines de milliers de voix de préférence.
Il est nommé représentant de la Belgique aux Congrès de l’Union interparlementaire et délégué belge à l’ONU pendant les sessions de 1956-1957 et 1962-1963. En 1958, il devient l’un des signataires du Pacte scolaire dont on peut penser qu’à ses yeux et au vu de son combat, il était pour lui le moindre des maux. Initié à la loge « Les vrais amis de l'union et du progrès réunis » en 1957, il est aussi membre fondateur de celle du « Libre Examen » en 1960.
Il a été enfin Président de l’Union des Villes et des Communes belges de 1961 à 1966. Joseph Bracops est également avec Albert Ayguesparse et Pierre-Louis de Muyser un des fondateurs de la revue littéraire Marginales.
Joseph Bracops s’éteint à Anderlecht le 30 mai 1966, jour de son 66e anniversaire. Ses funérailles rassemblent un nombre impressionnant d’Anderlechtois qui gardent de lui le souvenir d’un homme simple et bon, très proche de ses administrés, et qui donnait tout son temps et toute son énergie à la chose publique. C’est Henri Simonet qui lui succédera au poste de Bourgmestre.
Il est inhumé au cimetière communal du Vogelenzang d'Anderlecht.

## Hommages et distinctions
Le nom de Joseph Bracops est donné en hommage à de nombreuses institutions publiques d'Anderlecht (école secondaire, hôpital, centre médical, …) et l’hôtel communal abrite un buste en marbre blanc le représentant. On trouve un boulevard Joseph Bracops à Anderlecht.
Il a reçu les distinctions suivantes :
- Grand officier de l'ordre de Léopold (Belgique) ;
- Croix de guerre 40-45 avec palmes (Belgique ;
- Croix du prisonnier politique 1940-1945 et médaille de la Résistance (Belgique) ;
- Commandeur de l'ordre du Mérite de la République italienne‎ ;
- Commandeur de l'ordre d'Orange-Nassau (Pays-Bas) ;
- Chevalier de la Légion d'honneur (France) ;
- Commandeur de l'ordre national du Cèdre (Liban).